# 23168 Lauriefletch
23168 Lauriefletch è un asteroide della fascia principale. Scoperto nel 2000, presenta un'orbita caratterizzata da un semiasse maggiore pari a 2,4188666 UA e da un'eccentricità di 0,0986691, inclinata di 7,59015° rispetto all'eclittica.